# Союз художников России
Союз художников России — всероссийская творческая общественная организация, объединяющая российских художников (профессиональных живописцев, скульпторов, графиков, художников декоративно-прикладного и народного искусства, художников театра и кино, иконописцев) и искусствоведов.
Союз художников России стал правопреемником Союза художников РСФСР и одним из правопреемников Союза художников СССР. Первый съезд художников РСФСР состоялся в 1960 году. На нем все созданные ранее в РСФСР региональные отделения были объединены в Союз художников РСФСР.

## Председатели Правления
- 1987—2009 — академик В. М. Сидоров
- с 2009 — академик А. Н. Ковальчук

## Современное правление
Председатель;
Народный художник РФ, лауреат Государственной премии РФ, академик А. Н. Ковальчук
Первый секретарь
Народный художник РФ, академик Н. И. Боровской
Секретари
- Г. А. Корзина, заслуженный художник РФ, член-корреспондент РАХ
- В. П. Сысоев, заслуженный деятель искусств РФ, академик, кандидат искусствоведения
- Р. Ф. Фёдоров, народный художник РСФСР, академик
- С. А. Алимов, народный художник РФ, лауреат Государственной премии РФ, академик
- А. А. Любавин, народный художник РФ, лауреат премии Ленинского комсомола, академик
- Г. И. Правоторов, народный художник РФ, лауреат премии Ленинского комсомола, академик
- Н. Л. Воронков, народный художник РФ, академик
- М. В. Красильникова, народный художник РФ, член-корреспондент РАХ
- А. Н. Суховецкий, народный художник РФ, член-корреспондент РАХ, профессор
- С. А. Гавриляченко, народный художник РФ, лауреат премии Ленинского комсомола
- Г. А. Леман, народный художник РФ
- А. М. Муравьёв, народный художник РФ

## Дома творчества
- «Академическая дача» имени И. Е. Репина
- Дом творчества «Челюскинская»[2]
- Дом творчества имени Д. Н. Кардовского
- Дом творчества «Байкал»
- Дом творчества «Горячий Ключ»
- Экспериментальный творческо-производственный комбинат (ЭТПК) «Воронцово»

## Собственные выставочные площади
Союз художников России имеет в Москве два выставочных зала. Также различными выставочными площадками владеют отделения Союза художников России в городах и регионах РФ.

## Партнёры
Среди стратегических партнёров Союза художников России Министерство культуры Российской Федерации, Российская академия художеств (РАХ), Санкт-Петербургский центр гуманитарных программ, Международная ассоциация союзов художников (МАСХ), совместно с которым было разработано методическое руководство для художников, а также сообщество Арт-Контракт, являющейся ежегодным организатором многочисленных культурно-массовых и образовательных мероприятий — выставок, пленэров и семинаров.

## Собственные издания
- Журнал «Художник» — выпуск 2 раза в год.
- Газета «Художник России».
- «Информационный ежегодник Союза художников России».

## Награды, учреждённые Союзом
Награды вручаются наиболее ярким представителям изобразительного искусства.
- Золотая медаль имени Александра Иванова.
- Золотая медаль имени В. И. Сурикова.
- Золотая и серебряная медали «Традиция, духовность, мастерство».

Является одним из соучредителей «Золотой Пушкинской медали»